# Репертуар Финского национального балета
Репертуар Финского национального балета — классические и современные постановки, созданные хореографами и балетмейстерами Финского национального балета на сцене театра оперы и балета в Хельсинки.

## Сезоны

### 3-й сезон (1923/1924)
- «Лебединое озеро» (Петип-Иванов-Ге; число спектаклей 1923—1924 — 9)

### 5-й сезон (1925/1926)
- «Лебединое озеро» (Петип-Иванов-Ге; число спектаклей 1925—1926 — 1 + III акт)

### 8-й сезон (1928/1929)
- «Спящая красавица» (Петип-Ге; число спектаклей 1928—1929 — 8)
- «Сильфиды» (хореография Ге; число спектаклей 1928—1929 — 3)
- «Шехеразада» (хореография Ге; число спектаклей 1928—1929 — 3)

### 9-й сезон (1929/1930)
- «Спящая красавица» (Петип-Ге; число спектаклей 1929—1930 — 4)
- «Сильфиды» (хореография Ге; число спектаклей 1929—1930 — 7)
- «Шехеразада» (хореография Ге; число спектаклей 1929—1930 — 7)
- «Крейслериана» (хореография Ге; число спектаклей 1929—1930 — 7)

### 11-й сезон (1931/1932)
- 30 января 1932 года «Лебединое озеро» (Петип-Иванов-Ге; число спектаклей 1931—1932 — 10)
- «Дон Кихот» (Петип-Ге; число спектаклей 1931—1932 — 3)
- «Голубая жемчужина» (хореограф Георг Ге; число спектаклей 1931—1932 — 6)

### 12-й сезон (1932/1933)
- «Голубая жемчужина» (хореограф Георг Ге; число спектаклей 1931—1932 — 5)
- «Лебединое озеро» (Петип-Иванов-Ге; число спектаклей 1932—1933 — 7)

### 13-й сезон (1933/1934)
- «Бал» (Баланчин-Ге; число спектаклей 1933—1934 — 2)

### 14-й сезон (1934/1935)
- «Лебединое озеро» (Петип-Иванов-Ге; число спектаклей 1934—1935 II акт — 2)

### 15-й сезон (1935/1936)
- «Кукольная фея» (хореография Георга Ге; число спектаклей 1935—1936 — 5)

### 17-й сезон (1937/1938)
- «El Amor Brujo» (хореография Александра Сакселина; число спектаклей 1937—1938 — 3)

### 18-й сезон (1938/1939)
- «Спящая красавица» (Петип-Сакселин; число спектаклей 1938—1939 — 25)
- «Раймонда» (Петип-Сакселин; число спектаклей 1938—1939 — 1)
- «Шехеразада» (Петип-Сакселин; число спектаклей 1938—1939 — 4)

### 19-й сезон (1939/1940)
- «Заключенный» (хореография Александра Сакселина; число спектаклей 1939—1940 — 1)
- «Спящая красавица» (Петип-Сакселин; число спектаклей 1939—1940 — 2)
- «Шехеразада» (Петип-Сакселин; число спектаклей 1939—1940 — 1)
- «Волшебный пояс» (хореография Александра Сакселина; число спектаклей 1939—1940 — 1)

### 37-й сезон (1957/1958)
- «Лебединое озеро» балетмейстер Асаф Мессерер[2].

### 38-й сезон (1958/1959)
- «Жизель» (Коралли-Петипа-Лавровский)

### 77-й сезон (1997/1998)
- «Баядерка» (хореография Петип-Романова)
- «Весна священная» (хореография Вацлава Нижинского)
- «Петрушка» (новая хореография Йормы Уотинена)
- «The second detail» (хореография Уильяма Форсайта)[3]

### 81-й сезон (2001/2002)
- «Дон Кихот» Патриса Барта[фр.] (Станислав Беляевский в партии Базиля)

### 86-й сезон (2006/2007)
- «Лебединое озеро» (октябрь—ноябрь и четыре спектакля февраль—март, в связи с отменой балета «Чайковский»)
- «Щелкунчик» (декабрь—январь)

### 88-й сезон (2008/2009)
- «Анна Каренина» (новая хореография Алексея Ратманского) август-сентябрь, март[5]
- «Чайка» (хореография Джона Ноймайера) октябрь-ноябрь
- «Спящая красавица» (новая хореография Хавьера Торреса) декабрь-январь
- «Укрощение строптивой[англ.]» (хореография Джона Кранко) апрель-май

### 89-й сезон (2009/2010)
- «Лебединое озеро» в хореографии Кеннета Грива[2].

### 92-й сезон (2012/2013)
- «Ромео и Джульетта» (хореография Джона Крэнко), августр-сентябрь[6]
- «Корсар» (Петипа-Иван Лишка), сентябрь-октябрь
- «Манон» (хореография Кеннета Макмиллана), октябрь-ноябрь
- «Лебединое озеро» (хореография Петипа-Иванова в версии 1895 года), январь-март
- «Bella Figura[англ.]» (хореография Баланчина-Форсайта-Килиана), февраль-март
- «Спящая красавица» (хореография Мариуса Петипа), май